# Les Grandes-Armoises
Les Grandes-Armoises är en kommun i departementet Ardennes i regionen Grand Est (tidigare regionen Champagne-Ardenne) i nordöstra Frankrike. Kommunen ligger  i kantonen Le Chesne som ligger i arrondissementet Vouziers. År 2022 hade Les Grandes-Armoises 54 invånare.

## Befolkningsutveckling
Antalet invånare i kommunen Les Grandes-Armoises
Referens: INSEE